# Batu Bedil
Batu Bedil is een bestuurslaag in het regentschap Tanggamus van de provincie Lampung, Indonesië. Batu Bedil telt 1462 inwoners (volkstelling 2010).